# Production I.G
Production I.G, Inc. (яп. 株式会社プロダクション・アイジー кабусики-гайся пуродакусён ай дзи:, «Продакшн И.Г»; JASDAQ: 3791) — одна из наиболее известных японских анимационных студий. Основана 15 декабря 1987 года Мицухисой Исикавой и Такаюки Гото (I и G — первые буквы их фамилий).
Компания активно сотрудничает с американскими и европейскими дистрибьютерами в распространении собственной продукции, имеет отделение в Америке. Production I.G одной из первых в Японии начала использовать компьютерную обработку графики и цифровые методы композиции изображения.

## История
Компания была основана в 1987 году под названием IG Tatsunoko Limited, как ответвление более крупной и известной фирмы Tatsunoko Productions. Первоначально состояла из коллектива небольшой студии 鐘夢(チャイム) (Канэюмэ (Тяйму)), занимавшейся отрисовкой ключевых кадров, и нескольких работников Tatsunoko.
В 1993 году, на финальных этапах подготовки Patlabor 2, студия сменила имя на сегодняшнее Production I.G. Фильм Patlabor 2 стал последним произведением, выпущенным под именем IG Tatsunoko. Вероятнее всего, компания хотела абстрагироваться от родительской Tatsunoko Productions, с которой к тому времени она уже не имела ничего общего.
В 1998 году компания была преобразована в синдикат, куда вошли студии Production I.G, Inc. (президент — Исикава Мицухиса), Xebec, Inc. (президент — Юкинао Симодзи), Bee Train, Inc. (президент — Койти Масимо) и Production I.G, LLC (USA) (американский филиал студии; президент — Исикава Мицухиса). В 2000 году две компании из состава синдиката, Ogura Studio и ING, также возглавляемые Мицухисой Исикавой, были объединены с Production I.G, Inc.. Головной компанией синдиката стала фирма «ING Corporation», созданная в 1990 году, владеющая всеми этими фирмами и отвечающая за инвестиции синдиката. Её президент — Исикава Мицухиса.
4 июля 2007 года было объявлено о слиянии Mag Garden и Production I.G в новую компанию под названием IG Port.

## Работы
Первые месяцы существования Production I.G никак не проявляла себя, с переменным успехом занимаясь рутинной контрактной работой по заливке, фазовке и созданию анимации для малоизвестных сериалов. Первым значительным творением компании стал полноэкранный аниме-фильм Patlabor, экранизация истории группы HEADGEAR. Для студии, существовавшей тогда немногим более года и состоявшей из пяти работников совместно с командой вольнонаемных аниматоров, это была очень удачная сделка. IG Tatsunoko оказалась в первых строчках списка создателей фильма и после выхода Patlabor в 1989 году стала известна высоким качеством анимации. Кроме того, были заложены основы будущего сотрудничества компании с режиссёром Мамору Осии.
Следующим этапом в расширении сфер влияния компании стал выход в 1995 году анимационного фильма «Призрак в доспехах». Очередное творение Мамору Осии было неожиданно хорошо принято американской публикой и критиками. На волне популярности Production I.G переиздала и ранние фильмы Осии, Patlabor и Patlabor 2.
Вторжение в Голливуд началось с участия в фантастическом боевике братьев Вачовски «Матрица», а также анимационных вставок в фильм Квентина Тарантино «Убить Билла». В 2003 году Production I.G. сотрудничает с Cartoon Network в производстве 25-минутного (5 серий по 5 минут) микросериала IGPX Immortal Grand Prix.
Среди известных работ студии в XXI веке можно отметить аниме-фильмы Jin-Roh, Blood: The Last Vampire, Dead Leaves, телесериал «Кровь+», а также построенный на той же манге, что и фильм Мамору Осии «Призрак в доспеха]» сериал «Призрак в доспехах: Синдром одиночки». В 2004 вышло полнометражное продолжение фильма — «Призрак в доспехах: Невинность».
Создали первое в истории 4K HDR аниме Sol Levante, которое в 2020 году вышло на сервисе Netflix.

## Фильмография

### Фильмы
- «Убить Билла» (аниме вставка)
- Blood: The Last Vampire
- Blood-C: The Last Dark
- Dead Leaves
- Evangelion: Death and Rebirth
- Ghost in the Shell
- Ghost in the Shell: Innocence
- Jin-Roh
- Mini Pato
- Patlabor
- Patlabor 2
- Sakura Wars
- The Sky Crawlers
- Broken Blade: First Chapter — Hour of Awakening
- Broken Blade: Second Chapter — The Split Path
- hottarake no shima haruka to mahou no kagami
- Mass Effect: Ushinawareta Paragon
- Hal
- «Остров Джованни»
- «Последний друид: Войны гармов» (2014)

### Телесериалы
- Akai Koudan Zillion
- Ao Haru Ride
- Ballroom e Youkoso
- Blood+
- Blood-C
- Blue Seed
- Chinpui
- Cromartie High School
- Eyeshield 21
- Fuujin Monogatari
- Ghost Hound
- Ghost in the Shell: S.A.C. 2nd GIG
- Ghost in the Shell: Stand Alone Complex
- Ginga Eiyuu Densetsu: Die Neue These — Kaikou
- Guilty Crown
- Haikyuu!!
- Heavenly Delusion
- Higashi no Eden
- Idaten Jump
- IGPX Immortal Grand Prix
- Junketsu no Maria
- Kaiju No.8
- Kemono no Souja Erin
- Kimi ni Todoke
- Kuroko no Basuke
- Le Chevalier D’Eon
- Moriarty the Patriot
- Moshi Moshi, Terumi Desu
- Otogi Zoshi
- Parappa The Rapper
- Psycho-Pass
- RD Sennou Chousashitsu
- Reideen
- Rinne no Lagrange
- Robotics;Notes
- Seirei no Moribito
- Sengoku Basara
- Shining Hearts: Shiawase no Pan
- Shingeki no Kyojin
- Shin Tennis no Ouji-sama
- Suisei no Gargantia
- Tengoku Daimakyou
- Toshokan Sensou
- Usagi Drop
- Vampiyan Kids
- Wellber no Monogatari: Sisters of Wellber Zwei
- World Destruction: Sekai Bokumetsu no Rokunin
- Yondemasu yo, Azazel-san

### OVA
- Suisei no Gargantia: Meguru Kouro, Haruka
- FLCL
- Kai Doh Maru
- One Piece: Defeat the Pirate Ganzak!
- Please Save My Earth
- The King of Fighters: Another Day (ONA)
- Tokyo Marble Chocolate
- Tsubasa Shunraiki
- Tsubasa Tokyo Revelations
- Shingeki no Kyojin
- B the Beginning

### Игры
- Fire Emblem: Path of Radiance
- Ghost in the Shell
- Namco x Capcom
- Seiken Densetsu DS: Children of Mana
- Sonic Riders
- Surveillance
- Tales RPG Series
- Valkyrie Profile -Silmeria-
- Xenogears
- Yarudora

## Музыкальные клипы
- Маая Сакамото — «Universe»
- Милен Фармер — «Peut-être toi»
- Такуро Ёсида — «Jun»
- Линда — «Цепи и кольца»
- m-flo — «Quantum Leap»
- Кэнси Ёнэдзу — «Donut Hole»